# Hetereleotris vinsoni
Hetereleotris vinsoni es una especie de peces de la familia de los Gobiidae en el orden de los Perciformes.

## Distribución geográfica
Se encuentra en Mozambique y Mauricio.

## Observaciones
Es inofensivo para los humanos.